# Sankt Lambrecht
Sankt Lambrecht là một đô thị thuộc huyện Murau thuộc bang Steiermark, nước Áo. Đô thị Sankt Lambrecht có diện tích 70,19 km², dân số thời điểm cuốinăm 2016 là 1916 người. 
Thị trấn này nằm ở khu vực có độ cao 1028 mét trên mực nước biển. Thời thế chiến 2, tại đây có hai phân trại của trại tập trung Mauthausen-Gusen, một dành cho nam và một dành cho nữ.